# 佛罗里达东海岸铁路
佛罗里达东海岸铁路（报告代码：FEC）是一家在美国佛罗里达州营运的二级铁路公司，目前由墨西哥集团（Grupo México）拥有。该铁路掌控佛罗里达半岛东岸从杰克逊维尔至迈阿密长达351英里的铁路干线，与CSX运输和诺福克南方铁路在杰克逊维尔交会，并且是迈阿密港（PortMiami）、大沼泽地港和棕榈滩港的唯一铁路运输服务供应商。佛罗里达东海岸铁路主要经营货物运输业务，包括汽车、生鲜食品和建筑材料，同时也提供多式联运服务，将东海岸港口与整个北美的目的地连接起来。
佛罗里达东海岸铁路的历史可以追溯到19世纪末，由标准石油公司创办人之一的亨利·弗拉格勒创建。弗拉格勒与妻子前往佛罗里达州疗养途中，敏锐地察觉到佛罗里达州东海岸的巨大潜力，并决定投身于佛罗里达的开发事业，将其作为自己的第二事业。他以杰克逊维尔、圣奥古斯丁与哈利法克斯河铁路为起点，先后收购了佛罗里达州一些小规模的铁路公司，并逐步扩展成了佛罗里达东海岸铁路，首班列车于1894年3月22日到达西棕榈滩。1896年4月15日，第一列佛罗里达东海岸铁路列车抵达迈阿密，并在1912年完成了从佛罗里达半岛延伸至基韦斯特、被誉为“世界第八大奇迹”的跨海铁路。然而，1935年劳动节飓风重创了这条铁路，从迈阿密至基韦斯特的部分严重损毁，最终该段铁路被佛罗里达州政府收购，并改建为公路桥，成为著名的跨海公路。尽管如此，弗拉格勒的贡献不仅是投资建设铁路，更大贡献在于推动了佛罗里达东海岸的整体发展，他在铁路沿线开发度假村、建立产业和城市，积极促进当地的经济发展和城市化进程，使其成为美国最重要的旅游和经济中心之一。
在大萧条时期，佛罗里达东海岸铁路的控制权被杜邦家族的继承人收购。然而，由于长期的财政困难，该公司在接下来的30年里陷入了经济危机。直到1960年代，新任总裁爱德华·鲍尔上任后，佛罗里达东海岸铁路开始采取一系列改革措施，鲍尔主张，由于佛罗里达东海岸铁路无法承受与大型一级铁路公司相同的劳工成本，公司必须削减开支并将资金投入到改善铁路基础设施上面。然而，这一举措引发了自1963年到1977年长达14年的激烈劳资冲突，成为20世纪美国历史上最漫长且最暴力的劳工争端之一。这期间公司和工会之间的冲突不仅涉及罢工，还包括爆炸、枪击和恶意破坏等暴力攻击事件，最终联邦政府不得不介入以平息骚乱。尽管如此，法院最终裁定佛罗里达东海岸铁路拥有在工会罢工期间雇用替代工人的权利，并且公司在此期间通过投资自动化和基础设施大幅提升了营运效率。佛罗里达东海岸铁路也是美国第一家实行两人制机车乘务制度、取消列车尾部守车的铁路公司，并于1968年之后终止连年亏损的客运服务，改为专注于货运业务。如今，佛罗里达东海岸铁路的主要收入来源为多式联运和矿石运输。此外，佛罗里达东海岸铁路也是佛罗里达州城际铁路项目光亮线（Brightline）的参与者，光亮线使用佛罗里达东海岸铁路在迈阿密至可可的路段，提供连接迈阿密和奥兰多的城际铁路服务。

## 历史

### 弗拉格勒与佛罗里达的初次接触
亨利·弗拉格勒最初的事业主要集中在石油产业。他与约翰·D·洛克菲勒和塞缪尔·安德鲁斯于1867年在俄亥俄州克利夫兰共同创办了标准石油公司，并在1877年将公司总部迁至纽约市。到19世纪末，标准石油控制了全美90%以上的炼油业务，成为美国历史上最强大的企业，而弗拉格勒也因此成为美国最成功的企业家之一。尽管标准石油使弗拉格勒成为美国最富有的人之一，但他最终选择将注意力转向佛罗里达的开发。
1878年，由于医生的建议，弗拉格勒带着身患重病的第一任妻子玛丽·哈克尼斯（Mary Harkness）前往佛罗里达州的杰克逊维尔避寒。虽然两年后玛丽去世，但这次旅行让弗拉格勒对佛罗里达产生了浓厚的兴趣。1883年，弗拉格勒与曾经照顾玛丽的护理员艾达·爱丽丝·肖兹（Ida Alice Shourds）结婚，并前往圣奥古斯丁度蜜月，弗拉格勒敏锐地察觉到该地区在旅游业的潜力，他也发现当地的酒店和交通设施极其落后，无法满足高消费游客的需求。

### 圣奥古斯丁及周边地区的铁路建设
1885年，弗拉格勒决定投资兴建圣奥古斯丁的第一家豪华酒店——庞塞德莱昂酒店，但他很快意识到吸引游客的关键不仅仅是酒店，更是完善的交通系统。当时，圣奥古斯丁的铁路交通主要依赖杰克逊维尔、圣奥古斯丁和哈利法克斯河铁路（Jacksonville, St. Augustine and Halifax River Railway，JStA&HR），这是一条建于1883年的窄轨铁路。弗拉格勒对该铁路的状况极为不满，认为它无法胜任南下游客的运输需求。因此，他于1885年12月10日加入该铁路的董事会，并在三周后完全收购了该公司。他随即开始对铁路进行现代化改造，更换新车厢，并将轨道升级为标准轨距。此外，他还在圣奥古斯丁兴建了一个现代化车站，并在周边建立了学校、医院和教堂，进一步促进了这座历史名城的复兴。
庞塞德莱昂酒店于1888年1月10日正式开业，并取得巨大成功。此后，弗拉格勒继续扩大其酒店业务，在同年收购了圣奥古斯丁的卡萨莫尼卡酒店，并将其更名为科尔多瓦酒店。随后，他又建造了阿尔卡萨酒店，并于1898年开业。在完善圣奥古斯丁的旅游设施的同时，弗拉格勒还计划改善该地与杰克逊维尔的铁路连接。当时，乘客需要依靠轮渡横渡圣约翰河才能到达杰克逊维尔的铁路枢纽，这大大旅程所需时间。因此，弗拉格勒成立了杰克逊维尔桥梁公司（Jacksonville Bridge Company），并于1889年开始修建横跨圣约翰河的铁路桥。该桥于1890年1月5日正式通车，使圣奥古斯丁与杰克逊维尔的铁路直接连通。

### 佛罗里达东海岸铁路的形成
1888年，弗拉格勒决定进一步南下扩展铁路网络，并收购了三条既有的窄轨铁路。第一条是建于1858年的圣约翰斯铁路（St. Johns Railway），连接圣奥古斯丁与托科伊码头（Tocoi Landing），原由纽约富商威廉·沃尔道夫·阿斯特拥有。第二条是建于1880年代的圣奥古斯丁和帕拉特卡铁路（St. Augustine and Palatka Railway），连接托科伊与东帕拉特卡。第三条建于1881年的圣约翰斯和哈利法克斯河铁路（St. Johns and Halifax River Railroad），从东帕拉特卡延伸至奥蒙德比奇和代托纳比奇。此后，他正式启动南下的扩建工程，修建全新的铁路，而非仅仅收购现有铁路。1892年5月28日，佛罗里达海岸和海湾铁路公司（Florida Coast & Gulf Railway Company）在佛罗里达州圣奥古斯丁成立，作为弗拉格勒所有铁路资产的控股公司。1892年10月31日，佛罗里达海岸和海湾铁路公司更名为杰克逊维尔、圣奥古斯丁和印第安河铁路公司（Jacksonville, St. Augustine and Indian River Railway Company）。
最初，弗拉格勒计划将铁路的南端终点设在棕榈滩。1894年1月29日，铁路抵达皮尔斯堡，随后在3月22日到达西棕榈滩。在棕榈滩，他兴建了皇家波因西安娜酒店和浪花酒店，以及自己的冬季度假豪宅——白厅。这些建设使棕榈滩成为镀金时代美国富豪和名流的度假胜地。当时，迈阿密大地主朱莉娅·斯特图尔特·塔特尔曾经多次尝试游说亨利·弗拉格勒将铁路从西棕榈滩延伸至迈阿密，但都未能如愿。直到1894年冬季，佛罗里达州遭遇了严重的寒潮，佛罗里达州南部地区大部分柑橘作物被冻毁，但迈阿密却安然无恙。塔特尔抓住机会寄给弗拉格勒一枝带绿叶和白花的橙树枝，证明迈阿密的气候适宜种植柑橘，并提出用她一半的土地换取铁路延伸、酒店建设和城市规划的条件。最终，弗拉格勒同意了这一提议，决定将铁路延伸至迈阿密。1895年9月13日，杰克逊维尔、圣奥古斯丁和印第安河铁路公司更名为佛罗里达东海岸铁路公司（Florida East Coast Railway Company）。
随着铁路工程不断向南延伸，佛罗里达东海岸铁路于1896年3月3日抵达劳德代尔堡，并在同年4月15日到达比斯坎湾，也就是今天迈阿密市中心所在地。当时，这片地区还是一个仅有不到50名居民的小型社区。1896年7月28日，迈阿密正式设市。当地居民曾建议以“弗拉格勒”的名字来命名这座城市，以感谢他对该地区发展的贡献，但弗拉格勒婉拒了这一荣誉，并建议他们使用古老的印第安名字“迈阿密”。铁路的到来让迈阿密迅速从一个小村庄发展为一座真正的城市。弗拉格勒在迈阿密挖掘航道、修筑街道，建造了皇家棕榈酒店，并建立了迈阿密首个城市供水供电系统和第一份报纸，为城市的繁荣奠定了基础，并吸引了越来越多的居民和企业前来发展。
19世纪末，佛罗里达东海岸铁路公司因广泛雇佣被判刑的非裔囚犯作为劳工而受到质疑。虽然当时美国南部许多州都有囚犯租借制度，即将囚犯租给企业作为廉价劳动力，但佛罗里达州的这一制度尤为残酷。关于铁路建设期间存在的强迫劳动和恶劣工作条件的指控，历史学家乔·克内奇认为这些指控对亨利·弗拉戈拉并不公平，当时的改革者和揭弊记者夸大了有关“债务奴役”（Peonage）的指控。他指出，尽管美国司法部曾以联邦政府关于绑架奴隶的法律起诉佛罗里达东海岸铁路公司，但弗拉格勒及其律师成功驳回了所有指控，公司及其雇员从未在法院被定罪。然而，许多记录表明，劳工确实面临苛刻的工作环境和债务陷阱。例如，一些工人被人力中介欺骗，中介承诺工作条件良好，但到达工地后却发现难以承受的高温、疾病等恶劣环境。他们因无法承担高昂的返程交通费用，而被迫留在工地继续工作。另一方面，也有证据表明弗拉格勒为工人提供了医疗服务。

### 佛罗里达跨海铁路的挑战

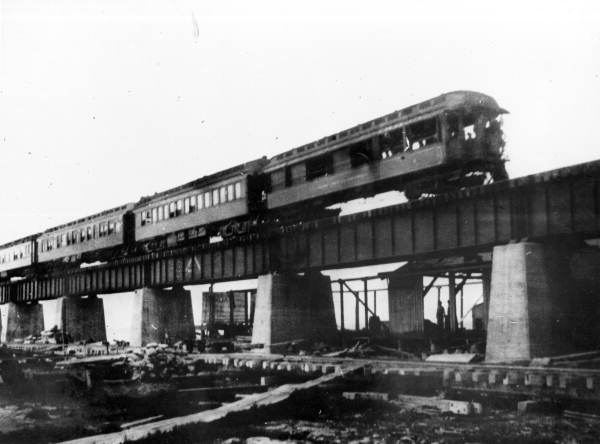
1912年1月25日，亨利·弗拉格勒乘坐私人车厢“漫步者号”经跨海铁路从基韦斯特返回迈阿密

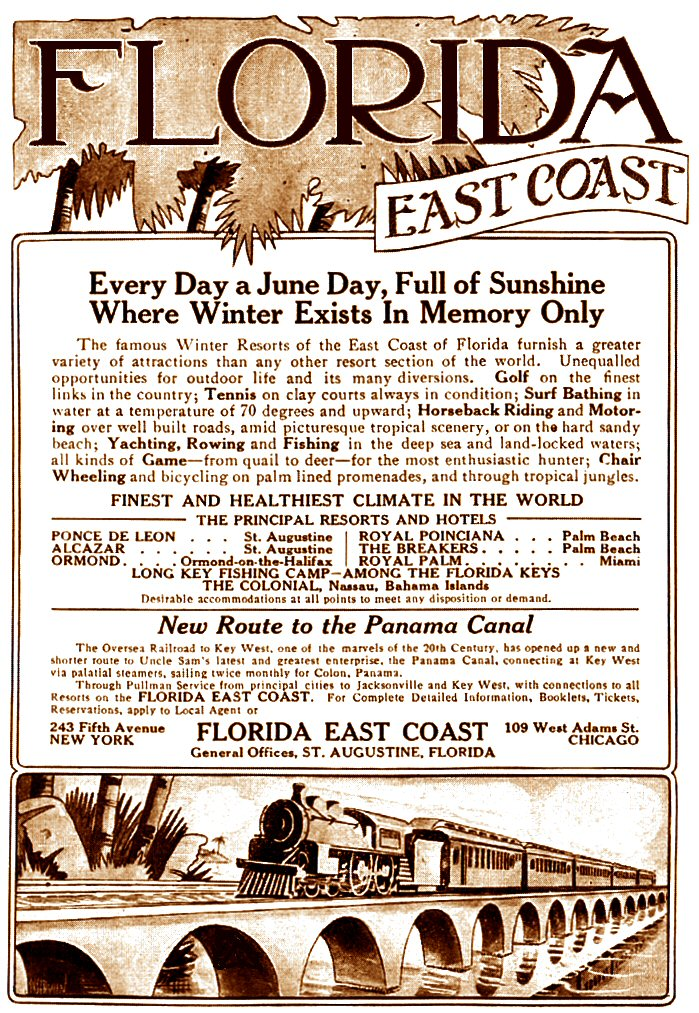
1913年的一份佛罗里达东海岸铁路印刷广告，宣传“通往巴拿马运河的新路线”

1903年，弗拉格勒决定将铁路从迈阿密继续向南延伸12英里，以开发卡特勒里奇一带的农业。1904年，铁路进一步南延至霍姆斯特德，标志着佛罗里达半岛陆地部分的铁路建设基本完成:69–70:57。但弗拉格勒的最终目标远不止于此，他希望克服地理上的巨大障碍，将铁路延伸至佛罗里达礁岛群的最南端——基韦斯特。基韦斯特当时是一个拥有近2万人的繁荣城市，凭借其深水港口在古巴和拉丁美洲贸易中占据重要地位。1905年，美国宣布修建巴拿马运河，基韦斯特作为美国本土距离运河最近的港口，有望成为通往西半球新贸易航线的重要节点。弗拉格勒认为，将铁路延伸至基韦斯特，将有助于发展煤炭贸易，为经停基韦斯特港的船只提供燃煤补给。然而，在铁路完工前，船舶动力技术已显著进步，许多船只不再需要停泊在基韦斯特加煤，这使得铁路的商业前景受到一定影响。
基韦斯特延长线（Key West Extension）是一项前所未有的工程壮举。由于佛罗里达礁岛之间隔着大片海域，需要建造大量桥梁和堤道来连接各个岛屿，因此这段铁路又被称为跨海铁路（Overseas Railroad）。这项工程不仅需要巨额资金，还需要先进的工程技术和大量人力。许多人认为这是一项“不可能完成的任务”，甚至嘲讽这是弗拉格勒的“愚人之举”（Flagler's Folly）。然而，弗拉格勒不为所动，坚持地向基韦斯特推进。在施工高峰期，共有四千多名工人参与这项工程，他们在极端高温、潮湿的环境下工作，并面临着蚊虫传播的疾病，如疟疾和黄热病。此外，飓风的威胁也是工程的重大挑战。在铁路建设期间，三次飓风袭击了南佛罗里达，其中1906年的飓风尤为严重，导致135名铁路工人丧生，工程设备和部分已建成的桥梁被摧毁。尽管遭遇重大损失，弗拉格勒仍然坚持重建。经过七年的建设，耗资5000万美元，牺牲了数百名工人的生命，佛罗里达跨海铁路终于在1912年竣工。1912年1月21日，首列搭载工程师的列车抵达基韦斯特。次日，亨利·弗拉格勒亲自乘坐首班客运列车抵达基韦斯特，标志着佛罗里达东海岸铁路基韦斯特延长线全线贯通。当时，佛罗里达跨海铁路被媒体誉为“世界第八大奇迹”。当弗拉格勒抵达基韦斯特时，他自豪地说：“现在我可以安息了”，表达了他对毕生事业最终完成的欣慰。不到一年半后，1913年5月，弗拉格勒在棕榈滩去世，享年83岁。
20世纪初，美国与古巴之间的贸易蓬勃发展，亨利·弗拉格勒很早就意识到，古巴是他的铁路业务的自然延伸。跨海铁路通车后，为了将铁路货运延伸至古巴，佛罗里达东海岸铁路向费城的克兰普造船厂建造三艘铁路渡轮，其设计借鉴了五大湖地区的铁路渡轮。1915年，佛罗里达东海岸铁路成立了佛罗里达东海岸铁路渡轮公司（Florida East Coast Car Ferry Company），正式开通从基韦斯特至哈瓦那的铁路渡轮业务，这也是世界上首个跨海铁路轮渡系统。三艘铁路渡轮主要运载货运车厢，在基韦斯特和哈瓦那之间来回运输高价值货物。南行航程中，这些船只装载机械、车辆及各类普通货物运往古巴；而北行的货物主要包括水果、烟草、番茄、糖蜜和菠萝等，这些易腐烂的货物通过铁路轮渡和美国本土的铁路网，能在离开哈瓦那后仅四天内抵达纽约，相比航运大幅缩短了运输时间。凭借这一铁路轮渡系统，佛罗里达东海岸铁路成功打通了一条连接美国铁路网与古巴市场的贸易通道。

### 佛罗里达地产热潮时期的繁荣

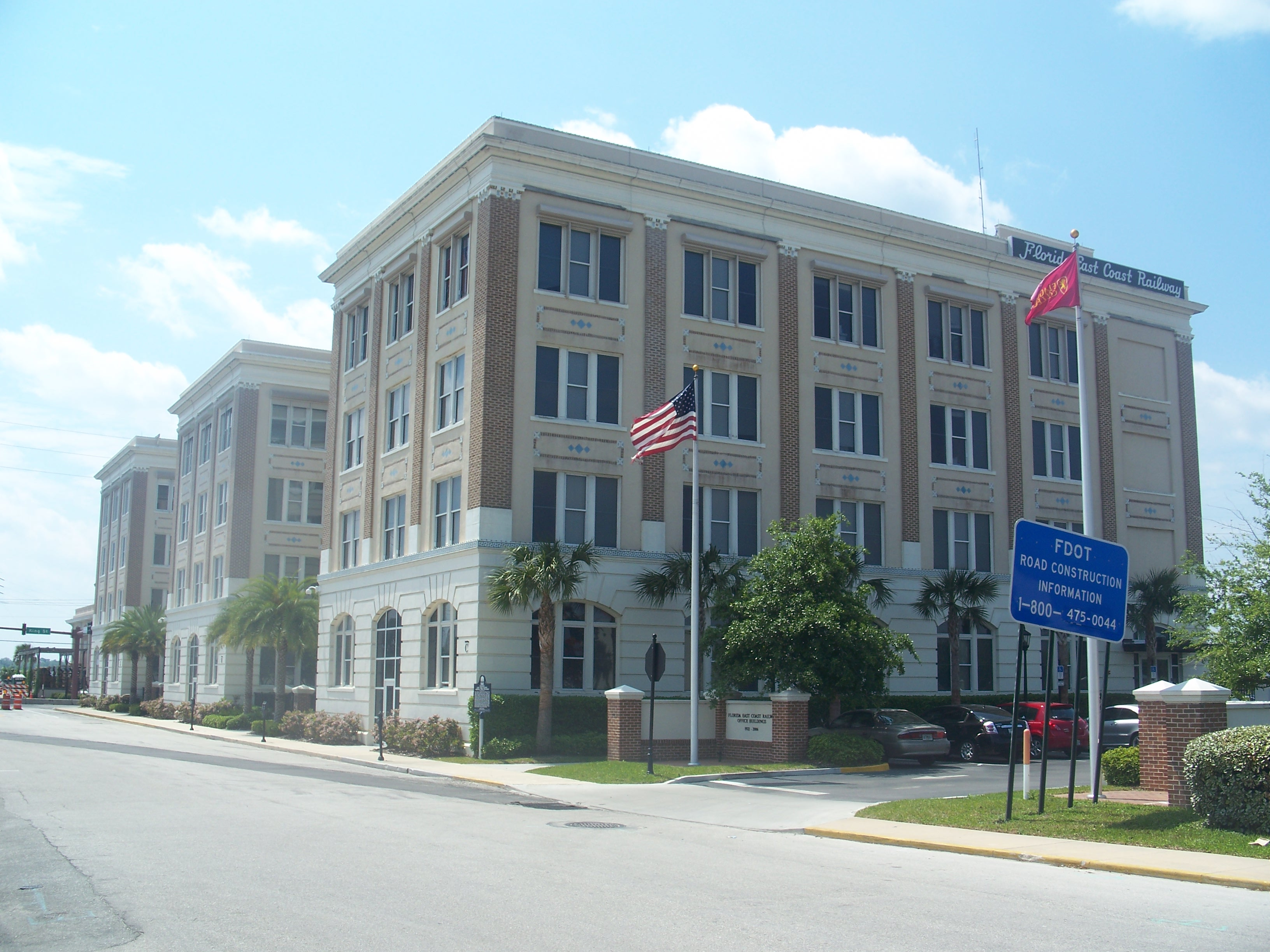
位于圣奥古斯丁的原佛罗里达东海岸铁路总部大楼，于1922年至2006年使用

进入1920年代，佛罗里达州经历了一场前所未有的房地产热潮，吸引了大量投资者和居民，导致铁路客货运输需求大幅增长。佛罗里达东海岸铁路迅速扩展其铁路网络和服务，并进行多项基础设施进行升级改造。1923年，佛罗里达东海岸铁路每天有五对往返于杰克逊维尔和迈阿密之间的旅客列车，其中两对包括哈瓦那特快号（Havana Special）和基韦斯特特快号（Key West Express）终到基韦斯特。随着房地产市场的进一步升温，到1924年，旅客列车增加到八对，其中仍有两对前往基韦斯特。为了应对激增的交通需求，佛罗里达东海岸铁路开始大规模投资铁路基础设施。1923年，在杰克逊维尔建造了鲍登编组场（Bowden Yard），并在圣奥古斯丁建立了米勒车辆厂（Miller Shops），以提高列车维护和调度能力:144。同年，还修建了迈阿密外绕线，将货物列车分流及绕过迈阿密市中心，提高货运效率。此外，还在海厄利亚建立了一个新的铁路编组场，以缓解迈阿密主线的压力:100。
1925年，佛罗里达东海岸铁路修建了穆尔特里直通线（Moultrie Cutoff），将主线截弯取直并绕过帕拉特卡，缩短了圣奥古斯丁与邦内尔之间的距离:101。1926年，对杰克逊维尔至迈阿密段的主线进行了复线化改造，并将电气化技术被引入到铁路信号系统，安装了自动闭塞系统，极大地提高了铁路的通过能力和安全性。在这一过程中，许多承载力较差的桥梁也被重建，其中包括杰克逊维尔的圣约翰河桥，该桥被新建的施特劳斯式后踵枢轴上开桥取代。随着铁路扩建完成，到1926年底，杰克逊维尔至迈阿密之间的旅客列车数量增至12对，其中部分列车继续前往基韦斯特:143–144。这一时期的佛罗里达东海岸铁路成为佛罗里达州最重要的交通动脉之一，为房地产热潮提供了有力的运输支持。与此同时，佛罗里达的繁荣吸引了其他铁路公司的关注，1925年，海岸航空线铁路旗下的佛罗里达西北铁路修建了一条从中佛罗里达通往西棕榈滩的铁路。两年后，海岸航空线铁路通过旗下的海岸-全佛罗里达铁路进一步将铁路延伸至迈阿密和霍姆斯特德，其走向几乎与佛罗里达东海岸铁路主线平行，直接构成竞争关系:118。海岸航空线铁路的进入打破了佛罗里达东海岸铁路在佛罗里达东海岸的垄断，并在南佛罗里达的客运市场上分得一杯羹。

### 经济危机和自然灾害的冲击
随着新移民的大量涌入南佛罗里达，住屋和建筑材料的需求激增，铁路运输能力已经饱和，导致待运货物大量积压。1925年10月，佛罗里达东海岸铁路公司不得不下令禁止除食品和特殊许可物品以外的所有货物运输。三个月后，一艘帆船在迈阿密港搁浅，导致港口长达一个月无法通航。这两个严重影响了当地的建筑业，加剧了房地产业的信贷紧缩。1926年9月18日，迈阿密大飓风袭击南佛罗里达地区，摧毁了当地大量建筑，房地产业的泡沫破裂，南佛罗里达的经济陷入衰退，铁路客流量和货运量大幅下降。1927年起，佛罗里达东海岸铁路公司收入开始连续多年下降。1929年，华尔街股市崩盘，随之而来的大萧条席卷全国，对佛罗里达的铁路行业造成沉重打击，佛罗里达东海岸铁路未能幸免，在1931年9月宣布破产，并进入破产托管状态。

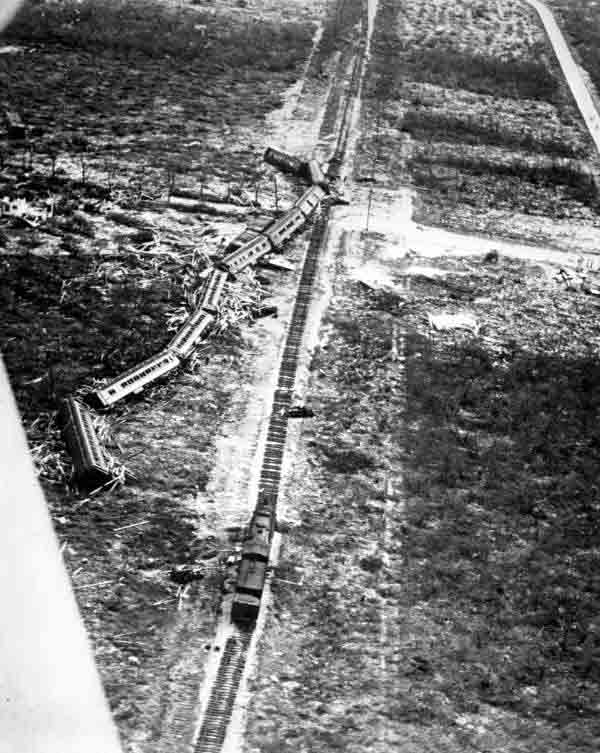
1935年劳动节飓风期间被风暴潮掀翻的列车

1932年，佛罗里达东海岸铁路开始用巴士取代部分低运量的铁路支线，以降低营运成本，包括联合柏树林业铁路（Union Cypress Company Railroad）、奥蒙德比奇支线（Ormond Beach Branch）、奥兰治城支线（Orange City Branch）、棕榈滩支线（Palm Beach Branch）在内的一些支线相继停运。1935年，佛罗里达东海岸铁路遭遇了其历史上破坏性最强的自然灾害——劳动节飓风。这场飓风席卷了佛罗里达礁岛群，对跨海铁路造成毁灭性破坏。飓风带来的风暴潮掀翻了一列疏散工人的临时列车，只有蒸汽机车仍立于轨道上，令人惊讶的是火车上的每个人都幸存。此外，还有长约42英里（约68公里）的铁路被冲毁，其中两英里长的轨道甚至被飓风带到了佛罗里达半岛的赛布尔角。
飓风过后，铁路公司立刻对铁路损毁状况进行了评估，但很快得出结论：公司无法负担修复成本。最终，佛罗里达东海岸铁路决定不再重建这条铁路，而是将部分残存的路基和桥梁出售给佛罗里达州政府:119–121。州政府随后利用这些铁路基础设施，对路基和桥梁进行加宽，修建了跨海公路，并成为1号美国国道（U.S. Route 1）的一部分。这条公路今天仍然是通往基韦斯特的唯一陆路通道。虽然这段跨海铁路未能抵挡住自然灾害的考验，但其遗留下来的桥梁，如长礁大桥、七哩桥和巴伊亚宏达铁路桥，依然矗立至今，并被列入国家史迹名录。此外，跨海铁路弃用后，基韦斯特至古巴的铁路渡轮服务也难以为继，为了维持与古巴之间的货运连接，佛罗里达东海岸铁路决定将铁路渡轮的起点从基韦斯特迁至劳德代尔堡附近的新兴港口——大沼泽地港。

### 牵引动力内燃化与新列车

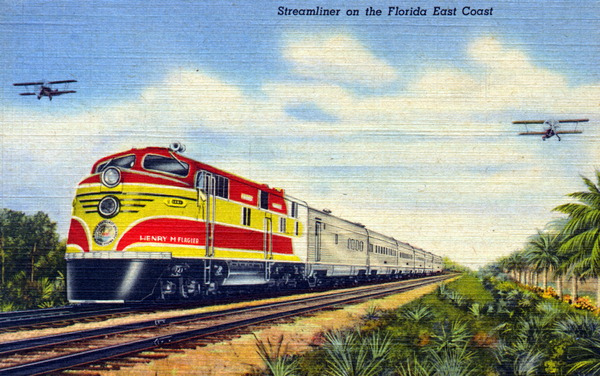
一张描绘佛罗里达东海岸铁路流线型列车的明信片（1945年）

1930年代，美国许多铁路公司尝试通过引入新型流线型列车来吸引旅客，这些列车提供更为舒适和快捷的旅行体验，成为经济衰退时期吸引乘客的主要手段之一，而佛罗里达东海岸铁路亦不甘落后。佛罗里达东海岸铁路的牵引动力内燃化始于1939年12月，引进了首台易安迪E3A型柴油机车（1001），用于牵引亨利·M·弗拉格勒号列车（Henry M. Flagler），该列车每日往返于杰克逊维尔和迈阿密，列车早上8时从杰克逊维尔出发，下午1时59分抵达迈阿密，随后在下午3时返程，晚上8时59分回到杰克逊维尔。与此同时，佛罗里达东海岸铁路的第二台E3A型柴油机车（1002）与大西洋海岸线铁路的两台同型机车（500~501）共同牵引每日往返纽约和迈阿密的冠军号列车（The Champion）。亨利·M·弗拉格勒号列车和冠军号列车共使用四组由巴德公司制造的全坐席流线型列车，佛罗里达东海岸铁路和大西洋海岸线铁路各有两组。每组列车由7节车厢组成，包括一辆坐席-行李-宿营合造车、四辆坐席车、一辆餐车和一辆瞭望车。
亨利·M·弗拉格勒号列车仅运营了一年便于1940年停运，其车厢和机车被用于新开行的迪克西·弗拉格勒号列车（Dixie Flagler），该列车每隔三天往返芝加哥和迈阿密，是当时连接芝加哥和迈阿密但采用不同路线的三对全坐席流线型列车之一，其余两对为大西洋海岸线铁路的塔米亚米冠军号（西海岸）和塔米亚米冠军号（东海岸）列车。1942年2月，佛罗里达东海岸铁路向易安迪订购了一组新的E6型柴油机车（1004-1051-1005），用于与大西洋海岸线铁路联营的佛罗里达特快号列车（Florida Special），该列车是为服务纽约和迈阿密之间旅游客流的季节性列车。
第二次世界大战期间，迈阿密作为美军的重要战略基地之一，佛罗里达东海岸铁路在此设立了军事交汇站（Military Junction），位置在迈阿密东北部的东北第4路和东北第71街附近。这座车站主要用于运送驻扎在迈阿密的军人，许多士兵从这里出发前往训练基地或战场。1946年1月，英国前首相温斯顿·丘吉尔和夫人乘坐佛罗里达东海岸铁路的哈瓦那特快号列车（Havana Special）抵达军事交汇站，开启了他的迈阿密访问之旅。
随着二战结束，美国经济开始复苏，铁路运输需求依然旺盛。佛罗里达东海岸铁路继续采购新型柴油机车，以加速淘汰蒸汽机车。1949年，佛罗里达东海岸铁路购入了8台F3A型柴油机车和4台F3B型柴油机车，这些机车广泛用于客运和货运。到1959年，佛罗里达东海岸铁路已完全实现内燃化，所有蒸汽机车均被淘汰，不仅降低了机车维护成本，也提高了运输速度和可靠性。

### 破产托管时期与控制权之争

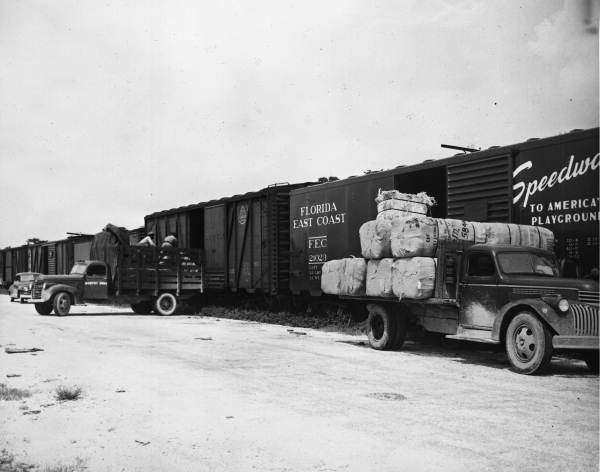
1950年代，农产品被装入佛罗里达东海岸铁路的冷藏车

在1930年代至1950年代，佛罗里达东海岸铁路公司在所有权问题上经历了一场长期而激烈的争夺战，主要涉及杜邦家族控制的圣乔纸业公司和大西洋海岸线铁路公司。这场纷争的起因、发展和最终裁决不仅影响了佛罗里达东海岸铁路的未来，也反映了当时美国铁路行业的资本运作和政府监管的复杂性，也是美国铁路行业在20世纪中期如何应对市场竞争以及兼并压力的典型案例。
佛罗里达东海岸铁路公司自1931年8月31日开始进入破产托管，直到1941年1月25日才正式启动重组程序。破产的主要原因是1920年代的佛罗里达房地产泡沫破裂，使得铁路在扩张后无法偿还债务。同时，1929年的经济大萧条进一步加剧了公司的财务困境。在此期间，阿尔弗雷德·I·杜邦便开始通过旗下企业圣乔纸业公司（St. Joe Paper Company），大量购买佛罗里达东海岸铁路公司的债券，逐步控制了公司的债权。在1941年时，佛罗里达东海岸铁路公司的资本结构仍然十分复杂，包括大量债券和设备信托证书，且部分债务已经违约多年。杜邦家族的意图是保持该公司的独立性，使其继续由债权人控制，而不是被其他大型铁路公司吞并。与此同时，大西洋海岸线铁路公司作为一个连接美国东南部多个重要市场的铁路公司，则希望通过并购佛罗里达东海岸铁路来加强其在佛罗里达州的铁路运输网络，并获取佛罗里达东海岸铁路的战略路线及资产，试图通过收购债券和其他金融手段获取对该公司的控制权。这导致了两大势力之间的法律和金融斗争，双方都希望在佛罗里达东海岸铁路公司的重组过程中占据主导地位。
1944年，一群以斯蒂芬·安德鲁·林奇（S. A. Lynch）为首佛罗里达东海岸铁路公司债权人（被称为“林奇利益集团”），与大西洋海岸线铁路公司联合起来，向州际商务委员会提出了一项新计划，试图以强制出售的方式收购佛罗里达东海岸铁路的大部分股份，使其成为大西洋海岸线铁路的一部分。然而，该计划因会增加大西洋海岸线铁路公司的固定财务负担，并对市场竞争产生不利影响，因此被州际商务委员会否决。尽管如此，大西洋海岸线铁路公司并未放弃。1945年10月18日，大西洋海岸线铁路公司购买了佛罗里达东海岸铁路价值190万美元的无担保债权，这一举动使其成为佛罗里达东海岸铁路的债权人，并赋予其一定的发言权。随后，大西洋海岸线铁路公司在1945年11月6日向州际商务委员会提出了一项合并方案，建议将佛罗里达东海岸铁路并入大西洋海岸线铁路，并取消佛罗里达东海岸铁路的独立身份。州际商务委员会于1947年4月8日以6比5的投票结果通过了该方案，并在1948年正式提交法院审议。
然而，此举遭到了大部分佛罗里达东海岸铁路公司之债权人和员工的强烈反对。1949年1月22日，地方法院裁定大西洋海岸线铁路公司的合并方案“不公正且不公平”，并要求州际商务委员重新考虑方案。法院认为，该方案未能充分保障佛罗里达东海岸铁路债权人的权益，并强调佛罗里达东海岸铁路的现有债权人应当拥有公司资产的最终所有权，而不是被强制转换为大西洋海岸线铁路的股东或债权人。1950年1月17日，美国联邦第五巡回上诉法院维持了地方法院的判决，认为大西洋海岸线铁路的并购计划缺乏公平性，并可能损害公眾利益。尽管大西洋海岸线铁路公司上诉至美国最高法院，但最高法院在1950年4月3日驳回了上诉请求，使得地方法院的判决成为最终裁决。
法院多次否决大西洋海岸线铁路公司的收购企图后，州际商务委员仍在1951年7月12日批准了第四次重组方案，并在10月25日提交法院。然而，该方案本质上仍然延续了大西洋海岸线铁路公司的合并计划，只是略微调整了佛罗里达东海岸铁路资产的估值，使其从40,500,000美元提高到46,500,000美元。然而，这一方案依然遭到佛罗里达东海岸铁路大部分债权人的反对，他们认为该方案仍未充分反映该公司的实际价值，且强制要求债权人接受大西洋海岸线铁路公司的证券作为补偿。1952年，法院再次审查该方案，并最终裁定该方案“不公平且不公正”，不符合债权人的合法权益。法院特别指出，佛罗里达东海岸铁路的资产估值过低，且合并方案未能充分考虑债权人的实际损失。因此，法院拒绝批准这一方案，并指示州际商务委员重新制定更为公平的重组计划。
1954年，圣乔纸业公司向美国最高法院上诉，质疑州际商务委员强制推动佛罗里达东海岸铁路与大西洋海岸线铁路合并的合法性。美国最高法院最终裁定，州际商务委员无权强制佛罗里达东海岸铁路合并至另一家无先前关联的铁路公司，并驳回了合并计划。这一判决暂时阻止了大西洋海岸线铁路对佛罗里达东海岸铁路的收购，但争端并未就此结束。1950年代后期，佛罗里达东海岸铁路的债务重组进入关键阶段。1959年，州际商务委员批准了一项重组计划，该计划的核心是由佛罗里达东海岸铁路的主要债权人接管公司管理权，而杜邦家族通过圣乔纸业公司成为佛罗里达东海岸铁路的主要股东。法院宣称“将这条铁路作为一家总部设在佛罗里达州的独立承运人来维持，最能服务于公共利益”。然而，大西洋海岸线铁路仍未放弃收购的努力，并在多次听证会和法律诉讼中试图推翻该方案。与此同时，佛罗里达东海岸铁路的工会组织——铁路劳动执行协会（R.L.E.A.）也提出异议，认为重组方案未能充分保护员工权益，要求对方案进行修改。然而，法院最终驳回了工会的诉求，并维持了州际商务委员的决定。佛罗里达东海岸铁路的所有权争夺战持续了近二十年，最终以杜邦家族的胜利告终，并否决了大西洋海岸线铁路的收购企图，佛罗里达东海岸铁路得以保持独立地位。

### 劳资谈判破裂与罢工的爆发
1960年，杜邦遗嘱信托实际控制人爱德华·鲍尔正式执掌公司决策大权。虽然该铁路公司已结束破产托管状态，但鲍尔面临的挑战依然严峻。经过多年的财务困境，铁路设备和轨道状况恶化，部分线路甚至面临被废弃的风险。为使铁路恢复盈利，鲍尔采取了严格的成本控制措施，其中最具争议的便是限制员工工资的增长。1961年，美国的11个非营运铁路工会（即不直接参与列车运行的员工工会）向全国主要铁路公司提出加薪每小时25美分，并调整相关工作规则。然而，鲍尔决定退出全国性的谈判，宣布佛罗里达东海岸铁路将独立进行劳资协商。1962年3月，美国总统约翰·肯尼迪要求国家调解委员会成立了一个特别紧急委员会。同年6月，该委员会建议佛罗里达东海岸铁路的工人接受10.28美分的加薪方案，192家铁路公司和工会同意了这一提议，但鲍尔坚决拒绝。他的理由是当时公司未能盈利，无法支付额外的工资成本。此外，他认为佛罗里达东海岸铁路仅在佛罗里达州运营，不受全国劳资协议的约束。随着谈判陷入僵局，工会成员于1963年1月23日凌晨6点正式开始罢工，1200名非营运部门工人离开岗位，随后五个营运工会的成员也加入罢工行动，以示支持。
鲍尔采取了强硬手段应对罢工。他即时停止铁路营运，并解雇了所有参与罢工的工人。随后，他开始重组公司营运模式，取消传统的工会工作安排，并雇用非工会工人按小时制代替按英里制的工资计算方式。这一变革使该公司在仅有800名员工的情况下维持了货运列车的营运，而在罢工前，公司共有约3000名工人。这一举措有效地减少了冗余雇佣（即工会要求雇主雇佣比实际需求更多的工人），并大幅降低了营运成本。由于这一改革显著提高了企业盈利能力，公司股票在纽约证券交易所上涨了2美元一股，显示市场对鲍尔的举措持积极态度。在罢工初期，国家调解委员会派遣了两名调解员前往圣奥古斯丁尝试促成劳资双方的谈判。然而，由于鲍尔坚持所有会议必须有逐字记录，调解员认为这会影响自由讨论，因此提前离开，调解宣告失败。之后，美国劳工部助理部长詹姆斯·J·雷诺兹和11个工会的主席乔治·E·莱蒂（George E. Leighty）试图与鲍尔会谈，但由于鲍尔坚持要求会议必须由法院书记员记录，谈判再次破裂。1963年5月，美国劳工部长威廉·威拉德·维尔茨建议劳资双方接受具有约束力的仲裁，但鲍尔拒绝，坚称铁路不愿接受外部机构的裁决。
由于谈判毫无进展，肯尼迪总统最终于1963年签署了行政命令11127号，成立了由哈佛大学教授德里克·博克（Derek Bok）、北卡罗来纳大学的保罗·N·格思里（Paul N. Guthrie）和底特律律师哈里·H·普拉特（Harry H. Platt）组成的紧急委员会。然而，该委员会认为，由于美国司法部已对佛罗里达东海岸铁路公司提起诉讼，并且地区法院拒绝命令该公司恢复工人职位，因此它无权决定该公司是否应接受劳工法第10条的约束。委员会最终建议鲍尔为工人提供10.28美分的工资增长，但不具有追溯效力。鲍尔再次拒绝了这一建议，这成为他在罢工期间取得的多次胜利之一。随着罢工的持续，暴力事件频发。1963年至1964年间，佛罗里达东海岸铁路的列车和轨道多次遭到炸弹袭击和脱轨破坏。在罢工期间，共发生了近300宗相关事件。工会方面认为许多事故是由于公司对铁路维护不善导致的，但管理层则指责工会成员故意破坏铁路设施，以迫使公司停止货运业务。面对安全威胁，鲍尔采取了一系列措施来保障铁路营运，包括悬赏41万美元抓捕破坏者、在列车上配备武装警卫，以及使用特制的轨道巡逻车巡查铁路，以查找可疑爆炸品和防范人为破坏。

### 罢工的最终解决与公司让步
1964年，虽然佛罗里达东海岸铁路开始盈利，但罢工仍未得到解决，其产生的经济影响和安全问题等日益加剧。在罢工爆发后，原本经由佛罗里达东海岸铁路运行的长途客运列车被迫改道，从杰克逊维尔向南行驶时不再沿东海岸，而是改走大西洋海岸线铁路在佛罗里达半岛中部的线路，再由海岸航空线铁路向南抵达迈阿密和西棕榈滩，此次改道标志着杰克逊维尔至西棕榈滩沿海铁路客运服务的终结。迈阿密市长罗伯特·金·海（Robert King High）则对铁路安全问题表示严重关切。他指出，自从罢工爆发后，佛罗里达东海岸铁路逐渐取消了客运服务，这不仅影响了佛罗里达的旅游业，还导致平交道口的安全设备被忽视。1963年10月，佛罗里达州各县市官员在劳德代尔堡举行会议，要求佛罗里达东海岸铁路改善安全，但该公司对安装新的铁路信号设备的请求反应迟缓，导致各界对其安全的担忧持续增加。迈阿密市政府在此期间一直在推动拆除市中心的铁路轨道，并最终在1963年11月成功拆除了位于市中心的迈阿密车站。

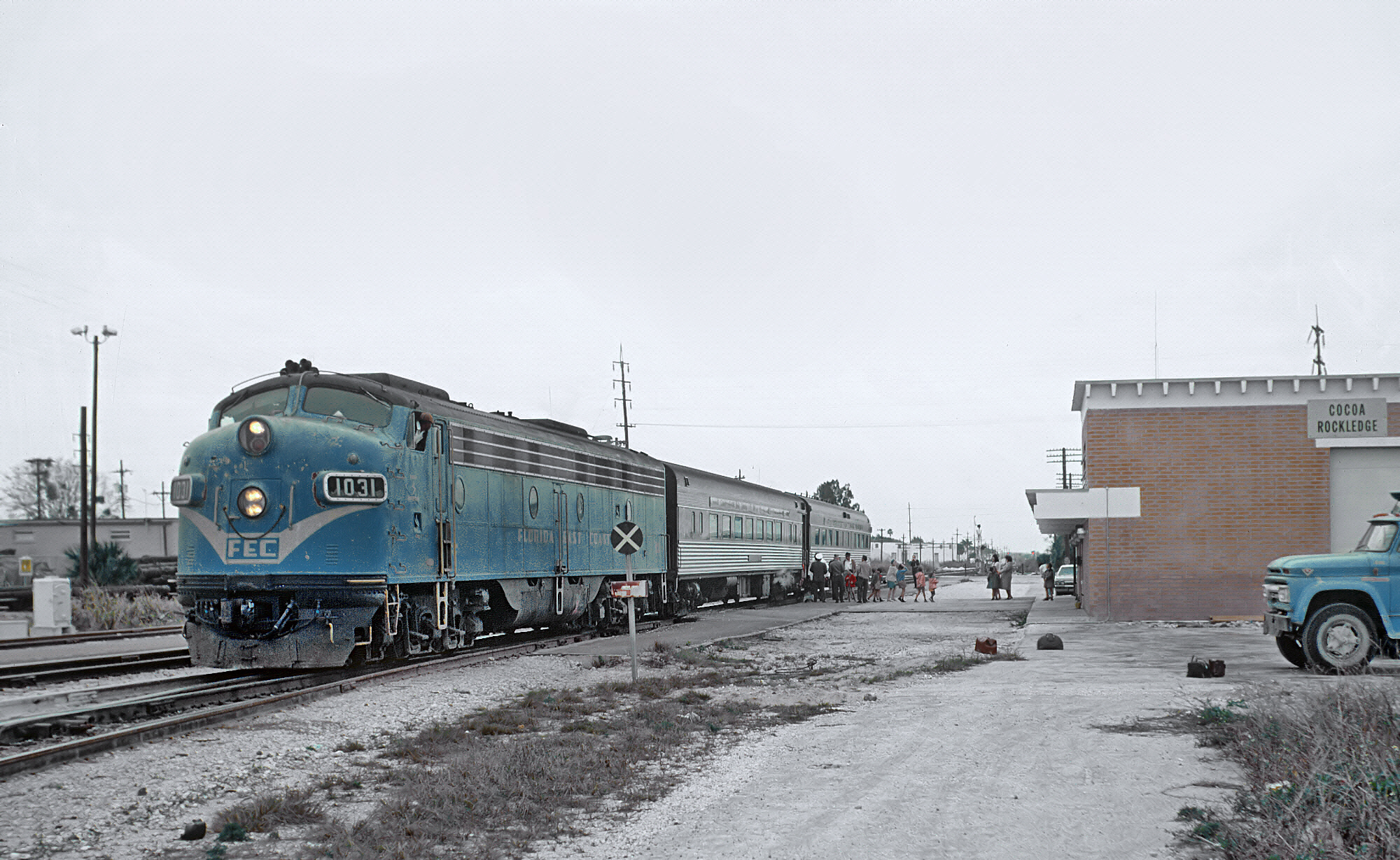
1968年2月，一列只有两节车厢的客运列车停靠可可-罗克利奇站

1965年，佛罗里达公用事业委员会不顾铁路公司的反对，强制命令佛罗里达东海岸铁路公司恢复杰克逊维尔和迈阿密之间的客运服务。鲍尔称这样做将危及乘客安全，并对乘客的安全表示“同情”。1965年8月2日，佛罗里达东海岸铁路恢复了最低限度的客运服务。这一服务采取了极其简化的低成本营运模式，仅由一台柴油机车牵引两节客车，每周营运六天（周日停运），且所有服务均为最低标准——列车不提供行李托运、不运送邮件或快递，不接受其他铁路公司的联票或通票:151。车上唯一的食品服务仅限于在可可-罗克利奇站提供的盒装午餐，而饮品仅有軟性飲料和咖啡。由于迈阿密市中心的车站已被拆除，客运终点站设在迈阿密外绕线上的北迈阿密站。车厢内更张贴了警告标志，提醒乘客“乘车风险自负”、“佛罗里达东海岸铁路因暴力和持续破坏活动而无法营运客运列车”。迈阿密市长批评铁路公司故意制造恐慌，以阻止客运服务的恢复。这一“简化版”客运服务持续到1968年7月31日最终被彻底终止，亦没有正式记录显示乘客在此期间曾因事故受伤或死亡。
1966年，美国最高法院裁定，即使工会成员仍在罢工，铁路公司有合法权利雇佣非工会工人以继续营运，这一判决标志着鲍尔在罢工中的最终胜利。直到1971年，佛罗里达东海岸铁路公司与工会终于达成协议，结束了这场长达八年的罢工。这一和解让许多人感到意外，因为该公司依靠非工会工人大幅降低了营运成本，并在工会发动罢工期间成功维持营运。该公司最终妥协有几个主要原因，第一是面临巨额诉讼风险，如果铁路公司在未决的诉讼中败诉，公司可能需要支付高达1500万美元的赔偿金。第二是员工流失严重，由于低工资和工作条件不稳定，非工会工人流动率极高，导致企业长期招聘和培训新员工，反而增加了经营成本。在协议中，佛罗里达东海岸铁路同意向11个非营运工会支付150万美元的赔偿金，并对工人工资进行了大幅提升：1972年1月1日起，罢工工人工资增加31%；1973年1月1日起，再次增加6%；1974年再次增加6%；1970年前入职的工人获得25%的工资补偿，追溯至1971年1月1日。尽管大部分工会接受了这项协议，但两家营运工会——联合运输工会和机车乘务员兄弟会——拒绝接受这一解决方案。他们要求铁路公司遵循全国标准的工作规则和工资体系，与美国其他铁路公司保持一致。因此，他们的罢工一直持续到1974年3月1日，最终在法院命令下才被迫结束。

### 1980年代后的发展和企业转型
罢工结束后，佛罗里达东海岸铁路公司的工人薪金仍低于行业标准，而且员工队伍也大幅缩减，比罢工前减少近半。同时，该公司逐步转向更加精简的货运营运模式，而客运业务则不再恢复而彻底成为历史。鲍尔于1981年去世后，佛罗里达东海岸铁路迎来了新的领导层。1983年，圣乔公司之下成立了FOXX股份公司（FOXX Holdings），作为佛罗里达东海岸铁路公司及其子公司弗拉格勒开发公司（Flagler Development Company）的母公司。随后，FOXX股份公司逐步独立运作，并最终在2000年10月9日脱离圣乔公司，圣乔公司的股东则获得了FOXX股份公司的股票，标志着佛罗里达东海岸铁路与圣乔公司的正式分道扬镳。2006年4月，FOXX股份公司更名为佛罗里达东海岸工业公司（Florida East Coast Industries，简称：FECI），以更符合公司发展方向。此时，该公司的主营业务仍然以铁路货运为核心，但公司的发展方向已不再完全依赖铁路，而是逐步向物流和房地产拓展。2006年底，佛罗里达东海岸铁路公司将其位于圣奥古斯丁的原总部大楼出售给弗拉格勒学院，并将总部迁至杰克逊维尔，进一步贴近其主要市场。
2007年5月8日，佛罗里达东海岸工业公司宣布，将被堡垒投资集团管理的私募股权基金以作价35亿美元收购。这笔交易于同年10月经地面交通委员会批准后，堡垒投资集团迅速将佛罗里达东海岸铁路公司从佛罗里达东海岸工业公司中拆分出来，使其成为一家独立的铁路公司——佛罗里达东海岸铁路有限公司（Florida East Coast Railway L.L.C. ，简称：FECR）。然而，佛罗里达东海岸工业公司在交易中保留了在佛罗里达东海岸铁路沿线经营铁路客运服务的权利，这也为后来的光亮线城际铁路项目铺平了道路。2007年11月，佛罗里达东海岸铁路公司管理层发生重大调整，堡垒投资集团任命约翰·贾尔斯（John Giles）被任命为总裁兼首席执行官，而大卫·罗哈尔（David Rohal）担任副总裁。这一变化令业内人士颇感意外，因为两人均同时在堡垒投资集团旗下的美利坚铁路公司（RailAmerica）担任重要职务，虽然佛罗里达东海岸铁路与美利坚铁路在公司架构上没有直接联系，但该任命导致两者的管理层存在一定的交叉。
2010年5月，詹姆斯·赫特维格（James Hertwig）被任命为佛罗里达东海岸铁路的总裁兼首席执行官，并于同年7月1日正式上任。在此之前，他曾在CSX运输公司旗下的CSX多式联运（CSX Intermodal）担任总裁，积累了丰富的铁路和物流管理经验。在他的领导下，佛罗里达东海岸铁路积极推动铁路与港口的联运合作。
2017年3月，全球最大的铜矿公司之一——墨西哥集团（Grupo México）宣布，将通过旗下的子公司墨西哥运输集团（GMXT）以3.5亿美元现金加17.5亿美元债务融资的方式，收购佛罗里达东海岸铁路公司。这项交易在同年7月7日经政府批准顺利完成。收购完成后，佛罗里达东海岸铁路不仅成为该集团在美国市场的重要资产，也为墨西哥商品出口至美国提供了更便捷的铁路运输渠道。佛罗里达东海岸铁路的专长是整车货运（carload transport），市场数据显示其仍具备较大的增长潜力。此外，墨西哥集团还持有联合太平洋铁路公司的26%股份，佛罗里达东海岸铁路的加入进一步丰富了该集团的运输网络，使其能够提供更加多元化的物流服务。

## 铁路网

### 佛罗里达东海岸铁路主线
佛罗里达东海岸铁路主线（FEC Main line）曾经从杰克逊维尔经迈阿密一路延伸至基韦斯特，总长度超过500英里。这条铁路线在历史上经历了多次变迁，如今，在杰克逊维尔与迈阿密之间的主线仍然是佛罗里达东海岸的铁路大动脉，承载着佛罗里达州大西洋沿岸的铁路运输任务。
在1925年之前，佛罗里达东海岸铁路主线在圣奥古斯丁至邦内尔之间的路线与现在有所不同。当时的路线从圣奥古斯丁向西南延伸至圣约翰河上的东帕拉特卡，然后再向东南折返至邦内尔。这种绕行增加了线路的长度和运行时间。为了提高铁路运输效率，于1925年修建了穆尔特里直通线（Moultrie Cutoff），使主线得以直接从圣奥古斯丁通往邦内尔，绕过了东帕拉特卡的内陆弯道。尽管原来的主线仍然保留并被降级为帕拉特卡支线（Palatka Branch），但最终大部分线路已被废弃。如今，主线的里程标识仍然沿用旧线路的标记，这导致邦内尔的英里标突然从67英里跳至86.4英里。
1920年代，佛罗里达州迎来了土地开发热潮，大量人口涌入南佛罗里达地区。为了适应不断增长的运输需求，于1926年对主线进行了大规模升级，将杰克逊维尔至迈阿密段升级为复线铁路。同时，公司还重建了沿线的桥梁，并安装了自动闭塞信号系统，大幅提升了列车运行安全和线路通过能力。然而，1935年的劳动节飓风彻底摧毁了主线通往基韦斯特的基韦斯特延长线（Key West Extension）。这场灾难性的飓风摧毁了大量桥梁和路基，使得佛罗里达东海岸铁路不得不放弃这条线路，并将佛罗里达城设立为新的南端终点站。如今，1号美国国道的大部分跨海公路路段都是沿着这条被摧毁的铁路修建，成为了美国大陆连接佛罗里达礁岛群的重要公路。
1968年，佛罗里达东海岸铁路正式停止其客运服务，使得公司将发展重心完全转向货运。在此背景下，于1972年启动了主线的单线化改造工程。这一工程的目标是在减少基础设施维护成本的同时，利用现代化调度技术维持铁路运输效率。工程包括拆除部分原有的复线线路，并在每10英里设置一处会车轨道，并引入了调度集中系统（CTC）。同年，佛罗里达东海岸铁路决定放弃迈阿密至肯德尔之间的主线，并拆除位于迈阿密市中心的迈阿密河旋转桥。1979年，该公司将这段废线的路权出售给戴德县的公共交通部门迈阿密-戴德运输，后者在这条铁路原址上修建了迈阿密地铁南段。与此同时，从肯德尔至佛罗里达城的主线仍然保留，并通过小河支线继续营运。到了1989年，这一段剩余线路最终被完全废弃。如今，这段铁路原址已被改建为南迈阿密-戴德公交专用道（South Miami-Dade Busway）和南戴德铁路步道（South Dade Rail Trail），成为了当地居民通勤和休闲的基础设施。
2010年代，为配合在佛罗里达东海岸铁路主线上开行光亮线城际客运列车，这条铁路开始了新一轮的大规模升级，主线的许多路段重新恢复双线行车，以缓解货运列车与客运列车之间的矛盾。2017年底，迈阿密至西棕榈滩之间的复线化改造完成，使得光亮线得以正式开通运营。随后，在光亮线的第二阶段建设中，复线区段进一步向北延伸至泰特斯维尔，加强了南佛罗里达地区与中佛罗里达地区之间的铁路连接。在这一过程中，许多老旧的铁路桥梁得到了重建，以适应准高速客运列车的运行需要。值得注意的是，由于1926年复线改造时的桥梁宽度已经较大，因此部分旧桥仍然能够满足现代化的要求并继续使用。

### 帕拉特卡支线
帕拉特卡支线（Palatka Branch）的历史可以追溯到19世纪末。最初，帕拉特卡支线由多个前身铁路公司建设，其中包括圣约翰斯铁路（St. Johns Railway）、圣奥古斯丁和帕拉特卡铁路（St. Augustine and Palatka Railway）以及圣约翰斯和哈利法克斯河铁路（St. Johns and Halifax River Railroad）。这些铁路公司最终于1895年并入佛罗里达东海岸铁路。铁路的建设目的是连接佛罗里达东海岸的主要城市，并为圣奥古斯丁和帕拉特卡之间提供便捷的铁路连接。
在最初的时期，帕拉特卡支线曾经佛罗里达东海岸铁路主线的一部分，该铁路从穆尔特里岔口开始，经过东帕拉特卡后转向东南，最后到达邦内尔并连接南下的主线路段。此外，这条支线还包括一座跨越圣约翰河的桥梁，通向帕拉特卡，这里曾是与杰克逊维尔、坦帕和基韦斯特铁路（Jacksonville, Tampa and Key West Railway）和佛罗里达南方铁路（Florida Southern Railway）的交汇点，这两条铁路后来都成为了大西洋海岸线铁路的一部分。随着穆尔特里直通线（Moultrie Cutoff）于1925年建成启用，缩短了圣奥古斯丁与班内尔之间的主线距离，避开了原本绕经东帕拉特卡的内陆路线。尽管如此，原本经过东帕拉特卡的原主线路段依旧保持运作，并改称为帕拉特卡支线，继续为该地区提供运输服务。
进入20世纪后，随着佛罗里达东海岸铁路的网络不断扩展，帕拉特卡支线的使用逐渐减少。1950年，连接帕拉特卡和圣约翰河的桥梁被拆除。1972年，东帕拉特卡至邦内尔段被正式废弃，帕拉特卡支线的规模进一步缩减。1983年，帕拉特卡支线从东帕拉特卡到黑斯廷斯的部分路段被废弃。之后，其余路段在1988年全部停用，黑斯廷斯以东到95号州际公路西侧的佛蒙特高地的轨道被完全拆除。到了2001年，当地重新引入了一些新的工业，修复了这一段废线并恢复了运输服务。如今，这段铁路名为威尔伯·怀特工业支线（Wilber Wright Industrial Lead），为当地的工业区提供铁路运输。
如今，帕拉特卡支线的许多路权已被出售给地方政府，并改建为帕拉特卡至圣奥古斯丁州立步道（Palatka-to-St. Augustine State Trail），供游客和当地居民使用。

### 恩特普赖斯支线
恩特普赖斯支线（Enterprise Branch），又被称为E支线（E Branch），是佛罗里达东海岸铁路历史上一条重要的支线。恩特普赖斯支线最初由大西洋海岸、圣约翰斯与印第安河铁路（Atlantic Coast, St. Johns and Indian River Railroad）于1885年建设，并租赁给了杰克逊维尔、坦帕与基韦斯特铁路（Jacksonville, Tampa and Key West Railway），这是普兰特系统下的一条主要铁路。起初，这条铁路的西端连接了本森岔口（Benson Junction），也称为恩特普赖斯岔口（Enterprise Junction），并通往恩特普赖斯，一个位于圣约翰斯河沿岸的蒸汽船港口。此段铁路的建设使得恩特普赖斯成为了一个关键的水路运输和铁路交通枢纽。随着时间的推移，铁路从恩特普赖斯继续向东南延伸，经过了奥斯廷、卡拉马祖、米姆斯，最终到达泰特斯维尔。在提图斯维尔，这条铁路与圣约翰斯与哈利法克斯河铁路（St. Johns and Halifax River Railway）连接，而后者最终成为了佛罗里达东海岸铁路主线的一部分。
1885年12月30日，第一列火车由蒸汽机车牵引，顺利通过这条支线抵达泰特斯维尔的印第安河码头。这条铁路促进了中佛罗里达地区的人员、农产品、海鲜及其他物资的运输效率。然而，随着铁路的开通，恩特普赖斯作为蒸汽船港口的地位逐渐下降，因为普兰特系统的铁路与圣约翰斯河并行，大大缩短了前往杰克逊维尔的旅行时间，令传统水路运输失去了竞争力。1894年至1895年间，佛罗里达州经历了冬季严寒天气，严重打击了佛罗里达州的柑橘产业。此时，亨利·弗拉格勒捉住机会，以十分优惠价格收购了这条铁路，将其纳入了佛罗里达东海岸铁路网的一部分。
随着时间的推移，恩特普赖斯支线的运输需求逐渐减少。1972年，从本森岔口到奥兰提亚的轨道被拆除。2004年夏季飓风过后，泰特斯维尔和奥兰提亚之间的铁路信号与道口设施被移除，之后由钢铁回收公司拆除了剩余的轨道。到了2008年，恩特普赖斯支线的所有轨道被彻底拆除，标志着这条支线的历史正式结束，但它的一些历史遗迹依然存在至今。2007年12月31日，佛罗里达州环境保护部接管了这条废线的土地，后来，当局沿着曾经的铁路修建了中东佛罗里达地区铁路步道（East Central Regional Rail Trail）和佛罗里达海岸步道（Florida Coast to Coast Trail），成为了当地居民和游客的步行、骑行场所。

### 棕榈滩支线
棕榈滩支线（Palm Beach Branch）是一条为亨利·弗拉格勒在棕榈滩岛上豪华酒店提供服务的铁路，见证了佛罗里达早期旅游业的辉煌和棕榈滩地区的变迁。棕榈滩支线最初建成于1895年，当时是佛罗里达东海岸铁路的终点站。该线路从主线向东延伸，穿过西棕榈滩，沿着巴尼扬大道（Banyan Boulevard）和第二街（Second Street）继续向东，跨越沃斯湖泻湖，最终到达棕榈滩岛，在弗拉格勒建造的皇家波因西娅那酒店南侧设有车站，还延伸到弗拉格勒的另一家豪华酒店——浪花酒店，入住这两座酒店的游客都可以通过这条支线直接抵达酒店门口。
1902年，弗拉格勒在皇家波因西娅那酒店对面为他的妻子玛丽·莉莉·弗拉格勒（Mary Lily Flagler）修建了一座豪华庄园——白厅。然而，白厅正好位于铁路支线旁，火车的噪音和烟雾影响了玛丽的生活，她对此感到不满并向弗拉格勒抱怨。为了满足妻子的要求，弗拉格勒立即采取行动，将铁路支线的桥梁和轨道向北迁移四个街区，使其不再经过白厅的正门。调整后的路线仍然通往皇家波因西娅那酒店和浪花酒店，但新建的铁路桥梁不仅用于火车通行，还包括一条行人步道，方便酒店住客步行穿越沃斯湖泻湖:54–55。
随着时代的发展，佛罗里达东海岸铁路主线在1896年延伸至迈阿密后，棕榈滩支线的地位逐渐下降。1934年，皇家波因西娅那酒店正式关闭，使得支线的主要功能失去意义。1935年，该铁路正式废弃，结束了其40年的服务历史。在铁路拆除后，原先的铁路桥被改建为收费公路桥，用于连接西棕榈滩和棕榈滩岛。这座桥在1938年被弗拉格勒纪念大桥（Flagler Memorial Bridge）取代，成为佛罗里达州A1A号州道的一部分。此后，1938年建造的桥梁也在2017年被新桥梁取代。至今，棕榈滩镇政府仍然拥有这条支线的大部分路权，部分路段已被改造为城市基础设施。

### 基西米河谷线
基西米河谷线（Kissimmee Valley Line），又称奥基乔比支线（Okeechobee Branch）从新士麦那比奇以南的埃奇沃特分岔，穿过基西米河谷（Kissimmee Valley），大致与佛罗里达东海岸铁路主线平行，最终抵达佛罗里达中部和南部的农业区。基西米河谷线的建设始于1911年2月25日，首段工程从恩特普赖斯支线上的梅敦开始，线路南延伸穿越基西米河谷的农业区，并在1915年修筑到奥基乔比湖北岸的一个小镇——奥基乔比。1916年，该线路从梅敦向北延伸至埃奇沃特，使其直接连接到佛罗里达东海岸铁路主线，从而增强了整条线路的交通便利性:75。
1923年，基西米河谷线从奥基乔比继续向东南延伸，沿着奥基乔比湖东侧修建，最终到达贝尔格莱德。这条铁路原本计划一直延伸至海厄利亚，以便连接南佛罗里达的铁路网络，但这一规划最终未能实现:100，基西米河谷线的南端止步于贝尔格莱德。1929年，佛罗里达东海岸铁路决定将这条支线从贝尔格莱德继续向西延伸，途经南湾，最终抵达位于迈阿密运河旁的湖港，佛罗里达东海岸铁路的基西米河谷线在这里与大西洋海岸线铁路的海恩斯城支线（Haines City Branch）连接，形成了一条横跨佛罗里达农业腹地的铁路通道:119。
佛罗里达东海岸铁路曾对基西米河谷线寄予厚望，期望其能带动沿线农业区的货运增长，但事实证明，沿线农业货运需求未能达到预期的运输量。1947年，基西米河谷线的梅敦至马丁县马西（Marcy）区间被废弃，随后，马西以南至湖港的剩余路段被重新整合，并连接至主线的皮尔斯堡，成为湖港支线的一部分。

### 小河支线（迈阿密外绕线）
小河支线（Little River Branch），也被称为迈阿密外绕线（Miami Belt Line），是一条贯穿迈阿密都会区的铁路，它的主要功能是作为货运通道。小河支线从迈阿密北部的小河附近与佛罗里达东海岸铁路主线分岔，向西南方向延伸至海厄利亚，然后向南进入海厄利亚调车场（Hialeah Yard），再继续向南通往迈阿密国际机场。海厄利亚调车场是佛罗里达东海岸铁路在迈阿密地区的主要货运编组站，在靠近迈阿密市中心的布埃纳维斯塔调车场（Buena Vista Yard）关闭后，这里成为了佛罗里达东海岸铁路在南佛罗里达地区的货运枢纽。
小河支线始建于1923年，最初是为了绕过迈阿密市中心，为货运列车提供更顺畅的通道。当时，佛罗里达东海岸铁路主线仍然延伸至迈阿密以南的霍姆斯特德和佛罗里达城，而小河支线则为货运列车提供了进入海厄利亚和机场区域的直接路线。这条线路的建成使得迈阿密地区铁路枢纽的运作效率，并减少了市中心因铁路平交道造成的交通堵塞。当州际商务委员会批准建设这条铁路时，小河至海厄利亚段最初被设想为基西米河谷支线向南的延伸，而从海厄利亚向南至拉金（位于肯德尔以北）的路段则被规划为另一条支线。然而，基西米河谷线的南延计划最终未能实现，而小河支线则成为了一条独立的线路:100–102。1925年，海厄利亚调车场以北的路段被扩建为复线，以应对日益增长的货运需求。这一时期正值1920年代佛罗里达地产热潮，该地区的经济快速发展，使得铁路运输需求大幅增加。
随着时间的推移，小河支线的功能逐渐演变。1980年代，为了配合迈阿密国际机场9/27号跑道的扩建，部分路段进行了重新调整，以避让机场跑道的延伸。此外，该支线在米德丽附近还设有一条向西北方向延伸的工业支线，为当地的工业企业提供货运服务。2002年，位于机场西南侧（西北第12街、西北第72大道）的奥兰德交汇站（Oleander Junction）以南的路段被废弃，这是由于随着铁路运输模式的变化，该路段不再具备重要的货运价值。近年，该废线路段被迈阿密-戴德县政府规划为鲁德拉姆步道（Ludlam Trail），计划改造成一条供市民休闲使用的步道。如今，小河支线仍然是迈阿密地区铁路货运的重要组成部分，特别是在海厄利亚调车场的货运编组作业中发挥着关键作用，该支线在奥兰德交汇站与CSX的霍姆斯特德铁路分段（Homestead Subdivision）以及南佛罗里达铁路走廊（South Florida Rail Corrido）相连。

### 湖港支线
湖港支线（Lake Harbor Branch）又被称为K支线（K Branch），是一条贯穿佛罗里达州东南部的铁路。它从圣露西县的皮尔斯堡出发，先向西南延伸至马丁县的马西（Marcy），然后向南沿着奥基乔比湖的东侧继续延伸到棕榈滩县的湖港。这条铁路的主要作用是服务于棕榈滩县和亨德里县的甘蔗种植园和糖业运输，是当地农业经济的重要组成部分。
湖港支线的历史可以追溯到1920年代。最初，它是基西米河谷线的最南端部分。当时，佛罗里达东海岸铁路希望通过这条铁路加强与奥基乔比湖周边农业区的联系，促进甘蔗、柑橘及其他农产品的运输，但沿线农业货运需求未能达到预期的运输量。1947年，佛罗里达东海岸铁路公司修建了沼泽地直通线（Glades Cutoff），将马西直接连接到主线上的皮尔斯堡，使得基西米河谷线北段的重要性降低，最终导致其被废弃，而马西以南至湖港的基西米河谷线南段则与沼泽地直通线一同被独立划分出来，形成了湖港支线，继续承担该地区的农业运输需求。
在湖港，该支线连接了中南佛罗里达快运（South Central Florida Express）的主线，该铁路曾经先后属于大西洋海岸线铁路和CSX运输公司，后来于1994年起被中南佛罗里达快运公司接管。到了1998年，佛罗里达东海岸铁路公司决定对湖港支线的营运模式进行调整，并将其部分路段租赁给中南佛罗里达快运，从K15英里标以南的路段完全交由中南佛罗里达快运营运，而佛罗里达东海岸铁路仍然负责K15英里标以北的运输。此外，双方并达成了轨道使用权协议，允许其列车继续使用佛罗里达东海岸铁路的路段进入皮尔斯堡调车场（Fort Pierce Yard）。

### 卡纳维拉尔角支线
卡纳维拉尔角支线（Cape Canaveral Branch）是一条具有特殊历史意义的支线，它不仅为美国航天事业提供了关键的交通支持，也见证了佛罗里达州航天产业的发展与壮大。位于布里瓦德县的卡纳维拉尔角支线始建于1963年，从佛罗里达东海岸铁路主线上的泰特斯维尔以北分岔，向东直抵卡纳维拉尔角（当时称为甘迺迪角）。这条支线的修建目的是为了服务于卡纳维拉尔角太空军基地以及后来的肯尼迪航天中心。该支线设有一座跨越印第安河的堤道和一座可开启桥梁，这使得铁路能够顺利跨越水域，直达卡纳维拉尔角。为了支援航空航天相关物资的运输，佛罗里达东海岸铁路在两处关键位置建立了铁路货场。第一处是位于支线与主干线交汇处的杰伊杰伊调车场（Jay Jay Yard），第二处则是位于卡纳维拉尔角的威尔逊货场（Wilson Yard）。在支线建成后的初期，美國陸軍工兵部隊负责建设了进一步通往威尔逊角（Wilson's Corner）之后的路段，通过这条延伸线直接连接了航天器装配大楼以及发射台，成为了美国国家航空航天局（NASA）重要的物流通道。特别是在阿波罗计划期间，佛罗里达东海岸铁路通过卡纳维拉尔角支线将所需的设备运输至肯尼迪航天中心。
1984年，佛罗里达东海岸铁路将其所拥有的卡纳维拉尔角支线部分出售给了美国国家航空航天局，后者则成立了NASA铁路来负责卡纳维拉尔角支线的营运事务，并对线路进行加固及改造，继续承担着为航天项目提供关键物资运输的任务。尤其在美国航天飞机计划期间，这条支线发挥了重要作用，航天飞机所需的固体火箭助推器均通过这条铁路运输。此外，在阿耳忒弥斯计划等新的航天任务中，卡纳维拉尔角支线依然是运送航天器零部件的重要铁路通道。

### 奥蒙德比奇支线
奥蒙德比奇支线起点位于佛罗里达东海岸铁路主线上奥蒙德比奇，横跨哈利法克斯河，最终通往奥蒙德酒店。奥蒙德酒店于1888年开业，亨利·弗拉格勒在同年收购了这家酒店，并将其扩建至600个房间，迅速成为一个重要的度假胜地。奥蒙德比奇支线由奥蒙德桥梁公司（Ormond Bridge Company）于1887年建设，最初作为圣约翰斯与哈利法克斯河铁路（St. Johns and Halifax River Railroad）的支线。除了服务奥蒙德酒店，这条支线还经过石油大亨约翰·D·洛克菲勒的冬季住所——凱斯門特。1932年，佛罗里达东海岸铁路开始用巴士取代部分低运量的铁路支线，奥蒙德比奇支线因而停运。

### 费尔斯米尔支线
费尔斯米尔支线（Fellsmere Branch）起点位于塞巴斯蒂安，向西延伸至费尔斯米尔。这条支线最初由塞巴斯蒂安和辛辛那提铁路公司（Sebastian & Cincinnatus Railroad）于1896年建设，用于服务这一地区的农业和居民。随着时间的推移，费尔斯米尔的农业活动逐渐增长，尤其是柑橘种植业，这为支线提供了稳定的运输需求。1909年，费尔斯米尔农场公司（Fellsmere Farms Company）接管了这条线路，进一步推动了其发展。1924年，费尔斯米尔支线被转交给了跨佛罗里达中央铁路公司（Trans-Florida Central Railroad）。然而，由于农业生产模式的变化以及交通需求的下降，费尔斯米尔支线最终在1952年被废弃。

### 奥兰治城支线
奥兰治城支线（Orange City Branch）也被称为大西洋与西部支线（Atlantic and Western Branch），它从佛罗里达东海岸铁路主线上新士麦那比奇分岔，向西延伸至奥兰治城和圣约翰河流域的蓝泉（Blue Spring）。这条支线由蓝泉、奥兰治城和大西洋铁路公司（Blue Spring, Orange City and Atlantic Railroad）于1888年建设，并于同年更名为大西洋与西部铁路公司（Atlantic and Western Railroad）。不久之后，这条支线成为了杰克逊维尔、圣奥古斯丁和印第安河铁路（Jacksonville, St. Augustine and Indian River Railway）的一部分，后者于1895年更名为佛罗里达东海岸铁路。在19世纪末到20世纪初，随着旅游业和农业的蓬勃发展，这条支线曾经是佛罗里达东海岸铁路运输网络的一个重要部分。奥兰治城支线在1930年停止营运。

### 托可支线
托可支线（Tocoi Branch）的历史可追溯至1858年，由圣约翰斯铁路公司（St. Johns Railway）修建，连接圣约翰河沿岸的托可（Tocoi）和位于圣奥古斯丁以西的托可交汇站（Tocoi Junction）。随着铁路网络的扩展，杰克逊维尔、圣奥古斯丁与印第安河铁路于1894年接管了该铁路，并于1895年更名为佛罗里达东海岸铁路。然而，由于营运需求变化，托可支线在1896年4月被废弃，成为佛罗里达东海岸铁路历史上第一条被废弃的铁路。后来，这条废线的路权移交给佛罗里达州政府，并被改造成公路，最初为95号州道，后更名为214号州道，如今则成为214号县道。

### 弗拉格勒比奇支线
弗拉格勒比奇支线（Flagler Beach Branch）是一条较晚建成的铁路，于1953年由利哈伊波特兰水泥公司（Lehigh Portland Cement Company）修建，连接弗拉格勒比奇与邦内尔以北的多雷纳（Dorena），用于运输水泥原料和成品。1963年，在一场因劳资冲突导致的大罢工后工厂关闭，铁路也随之被废弃。1970年代初，在建设华特迪士尼世界度假区期间，工厂部分空间被用于华特迪士尼世界单轨列车轨道梁的组装。如今，这条铁路的部分路段已被纳入铁路改造步道系统，其中的利哈伊绿道铁路步道（Lehigh Greenway Rail Trail）便是沿着原有线路修建。旧工厂的遗迹已被拆除，仅存的烟囱被改建成新开发项目中的“灯塔”，而铁路旧站场的一些遗迹仍可在步道东端的森林中找到。

### 圣马特奥支线
圣马特奥支线（San Mateo Branch）建于1892年，作为圣约翰斯和哈利法克斯河铁路（St. Johns and Halifax River Railroad）的一部分。这条铁路的主要任务是连接主线上的东帕拉特卡与圣马特奥，提供本地货物运输和客运服务。然而，随着汽车和公路交通的兴起，这条支线的作用逐渐减弱。最终，圣马特奥支线在1942年被废弃。

### 梅波特支线
梅波特支线（Mayport Branch）最初由杰克逊维尔和大西洋铁路（Jacksonville and Atlantic Railroad）修建，是一条3英尺（914毫米）轨距的窄轨铁路，连接杰克逊维尔与帕布洛海滩（今杰克逊维尔海滩）。这条铁路的主要功能是为海滨度假胜地提供交通连接，促进沿海旅游业的发展。1899年底，这条铁路被亨利·弗拉格勒收购，并进行大规模改造。他将铁路扩展至梅波特，并将原有窄轨改造为标准轨。新的梅波特支线于1900年3月正式投入使用。随着公路交通的发展和客运需求的变化，梅波特支线在20世纪初逐渐失去竞争力。最终，该线路于1932年10月被废弃，成为佛罗里达东海岸铁路较早终止营运的支线之一。